# هندریوکوس تیسن
هندریوکوس تیسن (به انگلیسی: Hendricus Thijsen) ژیمناست زادهٔ ۳۰ ژوئیهٔ ۱۸۸۱ میلادی اهل کشور هلند بود.